# Joshua Leavitt
Pour les articles homonymes, voir Leavitt.
Joshua Leavitt (1794-1873) est un avocat et un pasteur congrégationaliste américain, engagé dans la lutte antiesclavagiste et dans le mouvement de tempérance. Éditeur de plusieurs journaux abolitionnistes et de réforme sociale, il fut avec le riche philanthrope Arthur Tappan à l'origine du comité de défense des esclaves mutins de La Amistad.